# Campeonato Capixaba 2021
El Campeonato Capixaba de Fútbol 2021 fue la 105.ª edición de la primera división de fútbol del estado de Espírito Santo. El torneo fue organizado por la Federação de Futebol do Estado do Espírito Santo (FES). El torneo comenzó el 27 de febrero y finalizó el 23 de mayo. El ganador fue el Real Noroeste, que venció en la final al Rio Branco FC en tanda de penales, logrando así su primer título estadual.

## Sistema de juego

### Primera fase
Los 10 equipos se enfrentan en modalidad de todos contra todos a una sola rueda. Culminadas las nueve fechas, los ocho primeros puestos acceden a los cuartos de final. Los dos últimos posicionados descenderán a Segunda División.

### Segunda fase
- Cuartos de final: Los enfrentamientos se emparejan con respecto al puntaje de la primera fase, de la siguiente forma:
  - 1.º vs. 8.º
  - 2.º vs. 7.º
  - 3.º vs. 6.º
  - 4.º vs. 5.º

- Semifinales: Los enfrentamientos se jugarán de la siguiente forma:
  - (1.º vs. 8.º) vs. (4.º vs. 5.º)
  - (2.º vs. 7.º) vs. (3.º vs. 6.º)

- Final: Los dos ganadores de las semifinales disputan la final.

- Nota 1: Tanto cuartos de final, semifinales como la final se juegan en partidos de ida y vuelta, comenzando la llave como local el equipo con menor puntaje en la primera fase.
- Nota 2: En caso de empate en puntos y diferencia de goles en cuartos de final, pasará de ronda el equipo con mayor puntaje en la primera fase.
- Nota 3: En caso de empate en puntos y diferencia de goles en las semifinales y la final, se definirá en tanda de penales. No se consideran los goles de visita.

### Clasificaciones
- Copa de Brasil 2022: Clasifican dos equipos. El campeón del torneo junto al campeón de la Copa Espírito Santo 2021.
- Serie D 2022: Clasifican dos equipos. El mejor equipo que no disputa ni la Serie A, Serie B o Serie C; junto al campeón de la Copa Espírito Santo 2021.
- Copa Verde 2022: Clasifican dos equipos. El campeón del torneo junto al campeón de la Copa Espírito Santo 2021.

## Equipos participantes
| Equipo                 | Ciudad                  | Estadio               | Capacidad | Posición 2020      | Títulos (último) |
| ---------------------- | ----------------------- | --------------------- | --------- | ------------------ | ---------------- |
| Desportiva Ferroviária | Cariacica               | Engenheiro Araripe    | 7700      | 5.º                | 18 (2016)        |
| Estrela do Norte       | Cachoeiro de Itapemirim | Sumaré                | 6000      | 7.º                | 1 (2014)         |
| Pinheiros              | Pinheiros               | Zenor Pedrosa Rocha   | 2000      | 2.º (2.ª división) | 0                |
| Real Noroeste          | Águia Branca            | José Olímpio da Rocha | 5281      | 4.º                | 0                |
| Rio Branco-ES          | Vitória                 | Kléber Andrade        | 21 800    | 2.º                | 37 (2015)        |
| Rio Branco-VN          | Venda Nova do Imigrante | Olímpio Perim         | 2100      | Campeón            | 1 (2020)         |
| São Mateus             | São Mateus              | Sernamby              | 4500      | 8.º                | 2 (2011)         |
| Serra                  | Serra                   | Robertão              | 2000      | 6.º                | 6 (2018)         |
| Vilavelhense           | Vila Velha              | Kléber Andrade        | 21 800    | 1.º (2.ª división) | 0                |
| Vitória-ES             | Vitória                 | Ninho da Águia        | 3000      | 3.º                | 10 (2019)        |

| Crecimiento | Equipos provenientes del Campeonato Capixaba de Segunda División 2020. |

## Primera fase

### Tabla de posiciones
| Pos. | Equipo                 | Pts. | PJ | G | E | P | GF | GC | Dif. | Clasificación          |
| ---- | ---------------------- | ---- | -- | - | - | - | -- | -- | ---- | ---------------------- |
| 1    | Rio Branco-VN          | 22   | 9  | 7 | 1 | 1 | 19 | 7  | +12  | Fase final.            |
| 2    | Vitória-ES             | 17   | 9  | 5 | 2 | 2 | 18 | 8  | +10  | Fase final.            |
| 3    | Real Noroeste          | 16   | 9  | 5 | 1 | 3 | 12 | 9  | +3   | Fase final.            |
| 4    | Rio Branco-ES          | 14   | 9  | 4 | 2 | 3 | 13 | 13 | 0    | Fase final.            |
| 5    | Serra                  | 13   | 9  | 4 | 1 | 4 | 14 | 13 | +1   | Fase final.            |
| 6    | Estrela do Norte       | 12   | 9  | 3 | 3 | 3 | 11 | 9  | +2   | Fase final.            |
| 7    | Vilavelhense           | 12   | 9  | 3 | 3 | 3 | 14 | 18 | −4   | Fase final.            |
| 8    | Desportiva Ferroviária | 11   | 9  | 3 | 2 | 4 | 9  | 11 | −2   | Fase final.            |
| 9    | São Mateus             | 8    | 9  | 2 | 2 | 5 | 10 | 18 | −8   | Descenso de categoría. |
| 10   | Pinheiros              | 1    | 9  | 0 | 1 | 8 | 6  | 20 | −14  | Descenso de categoría. |

Actualizado a los partidos jugados el 1 de mayo de 2021.
 Fuente: 
Criterios de clasificación: 1) Puntos; 2) Partidos ganados; 3) Diferencia de gol; 4) Goles anotados; 5) Enfrentamiento directo entre los equipos en cuestión; 6) Menor cantidad de tarjetas rojas; 7) Menor cantidad de tarjetas amarillas; 8) Sorteo.

### Fixture
- La hora de cada encuentro corresponde al huso horario correspondiente al Estado de Espírito Santo (UTC-3).

| Real Noroeste          | 2 - 0 | Estrela do Norte | José Olímpio da Rocha | 27 de febrero | 15:00 |
| Vitória-ES             | 4 - 1 | Pinheiros        | Ninho da Águia        | 27 de febrero | 15:00 |
| Rio Branco-ES          | 3 - 0 | São Mateus       | Kléber Andrade        | 27 de febrero | 15:10 |
| Desportiva Ferroviária | 4 - 1 | Vilavelhense     | Engenheiro Araripe    | 28 de febrero | 15:00 |
| Rio Branco-VN          | 2 - 0 | Serra            | Olímpio Perim         | 28 de febrero | 15:00 |

| São Mateus             | 0 - 4 | Estrela do Norte | Sernamby            | 4 de marzo | 15:00 |
| Desportiva Ferroviária | 0 - 0 | Real Noroeste    | Engenheiro Araripe  | 6 de marzo | 15:00 |
| Pinheiros              | 0 - 1 | Rio Branco-ES    | Zenor Pedrosa Rocha | 6 de marzo | 15:00 |
| Serra                  | 0 - 2 | Vitória-ES       | Robertão            | 6 de marzo | 15:00 |
| Vilavelhense           | 1 - 3 | Rio Branco-VN    | Kléber Andrade      | 7 de marzo | 15:00 |

| Real Noroeste    | 2 - 0 | São Mateus             | José Olímpio da Rocha | 13 de marzo | 15:00 |
| Rio Branco-VN    | 2 - 0 | Desportiva Ferroviária | Olímpio Perim         | 13 de marzo | 15:00 |
| Estrela do Norte | 1 - 1 | Pinheiros              | Sumaré                | 13 de marzo | 15:00 |
| Rio Branco-ES    | 0 - 5 | Serra                  | Kléber Andrade        | 13 de marzo | 15:00 |
| Vitória-ES       | 3 - 0 | Vilavelhense           | Ninho da Águia        | 16 de marzo | 15:00 |

| Pinheiros              | 0 - 3 | São Mateus       | José Olímpio da Rocha | 10 de abril | 15:00 |
| Serra                  | 1 - 2 | Estrela do Norte | Robertão              | 10 de abril | 15:00 |
| Vilavelhense           | 1 - 1 | Rio Branco-ES    | Kléber Andrade        | 10 de abril | 15:00 |
| Rio Branco-VN          | 3 - 0 | Real Noroeste    | Olímpio Perim         | 10 de abril | 15:00 |
| Desportiva Ferroviária | 0 - 2 | Vitória-ES       | Engenheiro Araripe    | 11 de abril | 15:00 |

| Vitória-ES       | 0 - 1 | Rio Branco-VN          | Ninho da Águia        | 14 de abril | 15:00 |
| São Mateus       | 1 - 2 | Serra                  | Sernamby              | 14 de abril | 15:00 |
| Estrela do Norte | 0 - 0 | Vilavelhense           | Sumaré                | 14 de abril | 15:00 |
| Real Noroeste    | 2 - 0 | Pinheiros              | José Olímpio da Rocha | 14 de abril | 18:30 |
| Rio Branco-ES    | 3 - 1 | Desportiva Ferroviária | Kléber Andrade        | 14 de abril | 19:00 |

| Vitória-ES             | 2 - 0 | Real Noroeste    | Ninho da Águia     | 17 de abril | 15:00 |
| Serra                  | 2 - 1 | Pinheiros        | Robertão           | 17 de abril | 15:00 |
| Rio Branco-VN          | 2 - 1 | Rio Branco-ES    | Olímpio Perim      | 17 de abril | 15:00 |
| Desportiva Ferroviária | 1 - 0 | Estrela do Norte | Engenheiro Araripe | 17 de abril | 15:00 |
| Vilavelhense           | 2 - 0 | São Mateus       | Kléber Andrade     | 18 de abril | 15:00 |

| Estrela do Norte | 2 - 2 | Rio Branco-VN          | Sumaré                | 24 de abril | 15:00 |
| São Mateus       | 1 - 1 | Desportiva Ferroviária | Sernamby              | 24 de abril | 15:00 |
| Real Noroeste    | 2 - 0 | Serra                  | José Olímpio da Rocha | 24 de abril | 15:00 |
| Rio Branco-ES    | 2 - 2 | Vitória-ES             | Kléber Andrade        | 24 de abril | 15:00 |
| Pinheiros        | 2 - 3 | Vilavelhense           | Zenor Pedrosa Rocha   | 24 de abril | 16:00 |

| Rio Branco-ES          | 1 - 2 | Real Noroeste    | Kléber Andrade     | 27 de abril | 15:00 |
| Vilavelhense           | 3 - 3 | Serra            | Kléber Andrade     | 28 de abril | 15:00 |
| Vitória-ES             | 1 - 2 | Estrela do Norte | Ninho da Águia     | 28 de abril | 15:00 |
| Rio Branco-VN          | 2 - 3 | São Mateus       | Olímpio Perim      | 28 de abril | 15:00 |
| Desportiva Ferroviária | 2 - 1 | Pinheiros        | Engenheiro Araripe | 28 de abril | 15:00 |

| Real Noroeste    | 2 - 3 | Vilavelhense           | José Olímpio da Rocha | 1 de mayo | 15:00 |
| Estrela do Norte | 0 - 1 | Rio Branco-ES          | Sumaré                | 1 de mayo | 15:00 |
| Serra            | 1 - 0 | Desportiva Ferroviária | Robertão              | 1 de mayo | 15:00 |
| São Mateus       | 2 - 2 | Vitória-ES             | Sernamby              | 1 de mayo | 15:00 |
| Pinheiros        | 0 - 2 | Rio Branco-VN          | Zenor Pedrosa Rocha   | 1 de mayo | 15:00 |

## Fase final

#### Cuadro de desarrollo
|  | Cuartos de final | Cuartos de final       | Cuartos de final | Cuartos de final  | Cuartos de final |   |       | Semifinales      | Semifinales      | Semifinales      | Semifinales      | Semifinales      |  |   | Final           | Final           | Final           | Final           | Final           |  |
|  | 5 al 9 de mayo   | 5 al 9 de mayo         | 5 al 9 de mayo   | 5 al 9 de mayo    | 5 al 9 de mayo   |   |       | 12 al 16 de mayo | 12 al 16 de mayo | 12 al 16 de mayo | 12 al 16 de mayo | 12 al 16 de mayo |  |   | 20 y 23 de mayo | 20 y 23 de mayo | 20 y 23 de mayo | 20 y 23 de mayo | 20 y 23 de mayo |  |
|  |                  |                        |                  |                   |                  |   |       |                  |                  |                  |                  |                  |  |   |                 |                 |                 |                 |                 |  |
|  |                  |                        |                  |                   |                  |   |       |                  |                  |                  |                  |                  |  |   |                 |                 |                 |                 |                 |  |
|  | 1                | Rio Branco-VN          | 1                | 2                 | 3                |   |       |                  |                  |                  |                  |                  |  |   |                 |                 |                 |                 |                 |  |
|  | 1                | Rio Branco-VN          | 1                | 2                 | 3                |   |       |                  |                  |                  |                  |                  |  |   |                 |                 |                 |                 |                 |  |
|  | 8                | Desportiva Ferroviária | 3                | 0                 | 3                |   |       |                  |                  |                  |                  |                  |  |   |                 |                 |                 |                 |                 |  |
|  | 8                | Desportiva Ferroviária | 3                | 0                 | 3                |   | 1     | Rio Branco-VN    | 0                | 3                | 3                |                  |  |   |                 |                 |                 |                 |                 |  |
|  |                  |                        |                  |                   |                  |   | 1     | Rio Branco-VN    | 0                | 3                | 3                |                  |  |   |                 |                 |                 |                 |                 |  |
|  |                  |                        | 4                | Rio Branco-ES     | 0                | 0 | 0     |                  |                  |                  |                  |                  |  |   |                 |                 |                 |                 |                 |  |
|  | 4                | Rio Branco-ES          | 4                | Rio Branco-ES     | 0                | 0 | 0     | 0                | 1                | 1                |                  |                  |  |   |                 |                 |                 |                 |                 |  |
|  | 4                | Rio Branco-ES          |                  |                   |                  |   |       |                  |                  | 1                |                  |                  |  |   |                 |                 |                 |                 |                 |  |
|  | 5                | Serra                  | 1                | 0                 | 1                |   |       |                  |                  |                  |                  |                  |  |   |                 |                 |                 |                 |                 |  |
|  | 5                | Serra                  | 1                | 0                 | 1                |   |       |                  |                  |                  |                  |                  |  | 1 | Rio Branco-VN   | 0               | 1               | 1 (7)           |                 |  |
|  |                  |                        |                  |                   |                  |   |       |                  |                  |                  |                  |                  |  | 1 | Rio Branco-VN   | 0               | 1               | 1 (7)           |                 |  |
|  |                  |                        | 3                | Real Noroeste (p) | 0                | 1 | 1 (8) |                  |                  |                  |                  |                  |  |   |                 |                 |                 |                 |                 |  |
|  | 2                | Vitória-ES             | 3                | Real Noroeste (p) | 0                | 1 | 1 (8) | 2                | 3                | 5                |                  |                  |  |   |                 |                 |                 |                 |                 |  |
|  | 2                | Vitória-ES             |                  |                   |                  |   |       |                  |                  | 5                |                  |                  |  |   |                 |                 |                 |                 |                 |  |
|  | 7                | Vilavelhense           | 1                | 1                 | 2                |   |       |                  |                  |                  |                  |                  |  |   |                 |                 |                 |                 |                 |  |
|  | 7                | Vilavelhense           | 1                | 1                 | 2                |   | 2     | Vitória-ES       | 0                | 1                | 1 (2)            |                  |  |   |                 |                 |                 |                 |                 |  |
|  |                  |                        |                  |                   |                  |   | 2     | Vitória-ES       | 0                | 1                | 1 (2)            |                  |  |   |                 |                 |                 |                 |                 |  |
|  |                  |                        | 3                | Real Noroeste (p) | 0                | 1 | 1 (4) |                  |                  |                  |                  |                  |  |   |                 |                 |                 |                 |                 |  |
|  | 3                | Real Noroeste          | 3                | Real Noroeste (p) | 0                | 1 | 1 (4) | 2                | 1                | 3                |                  |                  |  |   |                 |                 |                 |                 |                 |  |
|  | 3                | Real Noroeste          |                  |                   |                  |   |       |                  |                  | 3                |                  |                  |  |   |                 |                 |                 |                 |                 |  |
|  | 6                | Estrela do Norte       | 1                | 0                 | 1                |   |       |                  |                  |                  |                  |                  |  |   |                 |                 |                 |                 |                 |  |
|  | 6                | Estrela do Norte       | 1                | 0                 | 1                |   |       |                  |                  |                  |                  |                  |  |   |                 |                 |                 |                 |                 |  |
|  |                  |                        |                  |                   |                  |   |       |                  |                  |                  |                  |                  |  |   |                 |                 |                 |                 |                 |  |

Nota: El equipo que ocupa la primera línea es el que define la serie como local.
| Bandera del estado de Espírito Santo |
| Campeón                              |
| Real Noroeste 1.er título            |

## Clasificación final
| Pos. | Equipo                 | Pts. | PJ | G | E | P | GF | GC | Dif. | Clasificación                                        |
| ---- | ---------------------- | ---- | -- | - | - | - | -- | -- | ---- | ---------------------------------------------------- |
| 1.°  | Real Noroeste (C)      | 26   | 15 | 7 | 5 | 3 | 17 | 12 | +5   | Copa de Brasil 2022, Serie D 2022 y Copa Verde 2022. |
| 2.°  | Rio Branco-VN          | 31   | 15 | 9 | 4 | 2 | 26 | 11 | +15  |                                                      |
| 3.°  | Vitória-ES             | 25   | 13 | 7 | 4 | 2 | 24 | 11 | +13  |                                                      |
| 4.°  | Rio Branco-ES          | 18   | 13 | 5 | 3 | 5 | 14 | 17 | −3   |                                                      |
| 5.°  | Serra                  | 16   | 11 | 5 | 1 | 5 | 15 | 14 | +1   |                                                      |
| 6.°  | Desportiva Ferroviária | 14   | 11 | 4 | 2 | 5 | 12 | 14 | −2   |                                                      |
| 7.°  | Estrela do Norte       | 12   | 11 | 3 | 3 | 5 | 12 | 12 | 0    |                                                      |
| 8.°  | Vilavelhense           | 12   | 11 | 3 | 3 | 5 | 16 | 23 | −7   |                                                      |
| 9.°  | São Mateus             | 8    | 9  | 2 | 2 | 5 | 10 | 18 | −8   | Segunda División 2022.                               |
| 10.° | Pinheiros              | 1    | 9  | 0 | 1 | 8 | 6  | 20 | −14  | Segunda División 2022.                               |

Reglas de clasificación: 1) Puntos; 2) Partidos ganados; 3) Diferencia de gol; 4) Goles anotados; 5) Enfrentamiento directo entre los equipos en cuestión; 6) Menor cantidad de tarjetas rojas; 7) Menor cantidad de tarjetas amarillas; 8) Sorteo.